# Dominique Sarron

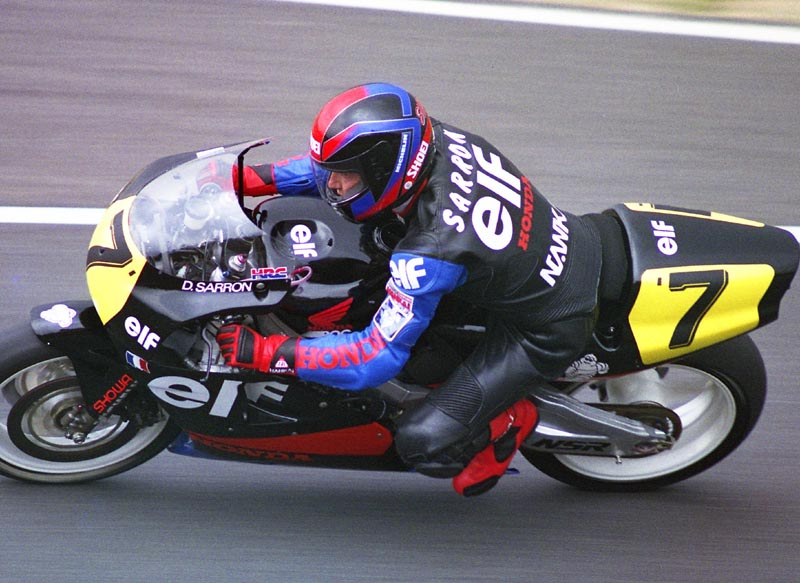
Sarron under Japans Grand Prix 1989 på Suzukabanan.

Dominique Sarron, född 27 augusti 1959, är en fransk roadracingförare som var verksam i Grand Prix Roadracing från 1985 till 1992. Störst framgång nådde han i 250-kubiksklassen där han tog fyra Grand Prix-segrar. Bästa säsongen var Roadracing-VM 1986 då han blev 3:a i VM och därefter 1987 och 1988 då han blev 4:a i VM. Sarron tävlade i VM i 250GP 1985-1988 och 1990-1991 samt i 500GP 1989 och 1992.
Efter att lämnat Grand Prix tävlade han i Superbike-VM 1993 där han kom på 27:e plats. Därefter har han haft framgångar i långloppen - Endurance. 
Han vann Suzuka 8-timmars 1986 tillsammans med Wayne Gardner och 1989 tillsammans med Alex Vieira. Han har vunnit det klassiska 24-timmarsloppet Bol d'or sju gånger. Sista gången var 1994, då även hans storebror Christian Sarron ingick i teamet.